# Praise You
Praise You är en låt av Fatboy Slim, utgiven som singel den 4 januari 1999. Singeln finns med på albumet You've Come a Long Way, Baby, utgivet den 19 oktober 1998. "Praise You" nådde första plats på UK Singles Chart, UK Dance Chart och UK Indie Chart.

## Låtlista
CD-singel (Storbritannien och Australien)
1. "Praise You" (radio edit)
2. "Praise You"
3. "Sho Nuff"
4. "The Rockafeller Skank" (Mulder's Urban Takeover remix)

Maxisingel (Storbritannien)
A. "Praise You"
AA. "Sho Nuff"
Kassettsingel (Storbritannien)
1. "Praise You" (radio edit)
2. "The Rockafeller Skank" (Mulder's Urban Takeover remix)

CD-singel (Europa)
1. "Praise You" (radio edit)
2. "Praise You" (full version)

CD-singel, maxisingel och kassettsingel (USA)
1. "Praise You"
2. "Sho Nuff"
3. "The Rockafeller Skank" (Mulder's Urban Takeover remix)

CD-singel (Japan)
1. "Praise You" (full version)
2. "Sho Nuff"
3. "The Rockafeller Skank" (Mulder's Urban Takeover remix)
4. "Praise You" (radio edit)
5. "How Can You Hear Us?"